# 貝萊德
贝莱德集团（英語：BlackRock Inc.，：BLK），也译作黑岩集团，是一家美國的投資管理公司，總部設於於美國紐約市，並在全球30個國家中設立了70個辦事處，客戶遍及100個國家。主要業務為針對法人與零售通路提供投資管理、風險管理與財務諮詢服務。旗下知名基金包括貝萊德環球資產配置基金、貝萊德世界礦業基金、貝萊德拉丁美洲基金、貝萊德新興歐洲基金、貝萊德世界能源基金及貝萊德新能源基金等。
現時，貝萊德聘用18,400名員工，在股票、固定收益、現金管理、另類投資、不動產諮詢策略等領域中，合計管理資產總值為11.6兆美元。

## 歷史
1976年，贝莱德集团创始人拉里·芬克从加利福尼亚大学洛杉矶分校毕业，获工商管理碩士学位；并于同年进入第一波士顿投资银行工作，1978年晋升至部门管理，并在年仅31岁时成为第一波士顿投资银行历史上最年轻的董事，有望成为公司CEO。但1986年第一波士顿投资银行的一次投资失利造成亏损约1亿美元，促使芬克于1988年辞职。此后，芬克决定创建一家专注于风险控制的投资管理公司，其理念打动了黑石集团创始人彼得·彼得森和史蒂芬·施瓦茨曼，1988年，芬克向黑石集团借资五百万美元，在黑石集团办公楼内设立貝萊德的前身-黑石集團金融資產管理部門（Blackstone Financial Management）。
1992年，黑石集團金融資產管理部門自黑石集團獨立，更名为貝萊德 (BlackRock)。1995年，貝萊德與PNC資產管理部門合併，發行共同基金。1999年，貝萊德透過首次公開發售股份在紐約證券交易所上市（：BLK）。2000年，贝莱德開發出阿拉丁风险管理系统（Aladdin）。2005年，贝莱德吞併State Street股票研究公司。2006年10月，貝萊德與美林投资管理公司(Merrill Lynch Investment Managers)合併，成為全美最大上市資產管理公司。2007年，贝莱德吞併Quellos集團的組合基金業務。2008年，贝莱德吞併啟動金融市場諮詢服務。
2009年6月12日，受金融危机造成的经济大衰退影响，巴克萊銀行为提振其资本充足率以135億美元的價格將旗下資產管理部門巴克萊國際投資管理（Barclays Global Investors，簡稱BGI）售予貝萊德，BGI是当时全球最大資產管理公司，資產規模達1.5兆美元，旗下王牌業務安碩 (iShares)在美國交易所交易型开放式指数基金市場的佔有率接近五成，貝萊德則管理着約1.3兆美元資產。最终贝莱德出资66億美元現金加價值69億美元3780萬股普通股方式，約佔合併後新公司的19.9%權益，以總價135億美元完成收購。同年12月1日，兩家公司正式完成合併，合併的新公司名稱為貝萊德(BlackRock)，同時繼續保有安碩品牌，贝莱德集团管理的資產跃升至约3.19兆美元，成為全球最大投資管理公司。
- 2011年9月9日：貝萊德公布，馬凱博將加盟，出任亞太區主席，並成為環球行政委員會及環球營運委員會之成員，向主席及行政總裁勞倫斯·芬克匯報。馬凱博為滙豐香港總裁。
- 2012年5月21日：巴克莱银行以61億美元全部出售其所持19.6%貝萊德股份巴克萊稱，在其持有的19.6%的股份中，貝萊德同意回購10億美元的份額
- 2014年1月18日：貝萊德及其他投資者投資2.5億美元（約19.4億港元）注資雲端儲存服務公司Dropbox，而今次融資對Dropbox的估值更接近100億美元（約780億港元）
- 2015年11月4日：貝萊德同意收購美國銀行規模達870億美元的貨幣市場基金業務，以擴充其業務規模去符合新的監管要求。是項合併會將貝萊德資金管理業務規模擴大至3720億美元。
- 2022年12月28日宣布，贝莱德和弗拉基米尔·泽连斯基协调了该公司在乌克兰重建中的作用。[5][6]
- 贝莱德的一家关联公司，因涉嫌在2024年7月13日发生特朗普遇刺案之前，做空特朗普公司的股票，而受到调查，但该公司否认有此行为。[7]此外，贝莱德曾于2022年拍摄过一则广告，出现了遇刺案的枪手托马斯·马修·克鲁克斯，贝莱德随后于2024年7月15日撤下了该广告。[8][9]
- 2024年1月貝萊德和全球基礎建設合夥公司 (GIP) 聯合宣佈雙方已達成協定，以30億美元的現金和約1200萬股貝萊德普通股约125亿美元收購GIP
- 2024年12月貝萊德和專門從事信貸投資的HPS Investment Partners聯合宣佈雙方已達成協定，以約1210萬股貝萊德普通股约130亿美元收購HPS Investment Partners，交易後集團的私募信貸管理規模將增至2200億美元，

## 貝萊德中國投資始末
總體而言，貝萊德以較高調的方式進入中國市場，但以較低調的方式退出中國市場。
貝萊德進場中國市場
- 2015年9月7日：貝萊德釋放出對中國商業房地產有興趣的訊息[10]。
- 2017年：贝莱德在中国大陆开展私募证券投资基金业务（2021年3月退出)[11]。
- 2021年6月：贝莱德获准在中国大陆开业，从事公募基金业务。[11]
- 2021年9月：喬治·索羅斯於華爾街日報社論上，批評貝萊德在中國的擴大投資（共同基金等）是極大的錯誤，誤判中國的政治、經濟局勢。除了會損害美國安全，也會導致投資人財務損失。貝萊德的經理人應該明白「中國房地產市場正在醞釀一場巨大危機」[12]。之後貝萊德回應，指中國和美國的關係有龐大和複雜的商業關係，無法避免投資；且執行長賴瑞·芬克(Larry Fink)認為此時機是投資中國的好時候，相信長期而言，會對世界各地投資人有益[13]。

貝萊德退出中國市場
- 退出中國市場的風聲，一開始是透過彭博社2024年1月的報導。報導指稱，貝萊德欲將2018年，於中國上海黃金地段所購的商業大樓，以原價七折賣出。不願具名的知情人士透露，目前貝萊德已透過紐約的資產管理公司降價售出，希望能快速成交。貝萊德就此傳言並未回應。報導分析，以中國房地產過度拋售，供過於求的現象，此買賣應該相當不易[14]。
- 2024年9月: 彭博社報導，目前貝萊德避免在中國房地產擴大投資，除非未來中國房地產供需穩定，且投資者信心回溫。貝萊德的亞太首席投資長哈米許．麥唐納(Hamish MacDonald)認為，現在中國已不在公司投資組合的考量內，即便中國中央銀行做了很多措施，但目前未能挽回全球投資者信心。另外，無論是離岸市場或國內市場，都沒有什麼買家進駐中國。因此，貝萊德會首先考慮澳洲、日本和新加坡市場，因為「客戶們定睛亞太市場，希望多元化其全球投資組合，並不期待有額外的風險」。[15]
- 2025年2月13日，彭博社再次透過知情人士消息，稱貝萊德於紐約的資產管理公司選擇不繳交到期的聯合貸款（syndicated loan）。又稱貸款方在2023年貸款到期時已經展期一年，並拒絕再次展期。對此消息，貝萊德並未回應[16]。
- 2025年3月，南華早報報導，此前，貝萊德因拖欠7.8億元人民幣聯合貸款（syndicated loan），而被沒收了位於上海濱水廣場商業區的兩棟辦公大樓。目前，該辦公大樓正以7億元人民幣的價格，出售給不良資產專業公司鼎一公司（DCL Investments）。南華早報也引用2月時彭博社的報導，說明此次出售，比貝萊德2018年的收購價便宜了40%以上[16][17]。

## 主要股東
- 挪威政府養老基金：持股量 ：7.01%[來源請求]
- 淡马锡控股：持股量 ：3.9%

## 外部連結
- 官方网站
- BlackRock Inc.的商業數據：  - SEC filings
  - Yahoo!